# Cantone di Allègre
Il Cantone di Allègre era una divisione amministrativa dell'Arrondissement di Le Puy-en-Velay.
A seguito della riforma approvata con decreto del 17 febbraio 2014, che ha avuto attuazione dopo le elezioni dipartimentali del 2015, è stato soppresso.

## Composizione
Comprendeva 8 comuni:
- Allègre
- Bellevue-la-Montagne
- Céaux-d'Allègre
- La Chapelle-Bertin
- Fix-Saint-Geneys
- Monlet
- Varennes-Saint-Honorat
- Vernassal